# 猴斑杜鹃
猴斑杜鹃（学名：Rhododendron faucium）为杜鹃花科杜鹃花属下的一个种。

## 扩展阅读
- 維基物種上的相關：猴斑杜鹃